# Собутка (Вроцлавський повіт)
Собу́тка (пол. Sobótka, нім. Zobten, Zobten am Berge) — місто в південно-західній Польщі, на річці Чарна Вода.
Належить до Вроцлавського повіту Нижньосілезького воєводства.

## Демографія
Демографічна структура станом на 31 березня 2011 року:
|          | Загалом | Допрацездатний вік | Працездатний вік | Постпрацездатний вік |
| -------- | ------- | ------------------ | ---------------- | -------------------- |
| Чоловіки | 3327    | 615                | 2366             | 346                  |
| Жінки    | 3696    | 643                | 2168             | 885                  |
| Разом    | 7023    | 1258               | 4534             | 1231                 |